# Pierre-Alexis Lesage
 (juin 2022).
Si vous disposez d'ouvrages ou d'articles de référence ou si vous connaissez des sites web de qualité traitant du thème abordé ici, merci de compléter l'article en donnant les références utiles à sa vérifiabilité et en les liant à la section « Notes et références ».
Pierre-Alexis Lesage, né à Nantes le 20 août 1872 et mort le 26 mars 1932 dans la même ville, est un peintre français.

## Biographie
Fils de Pierre-Alexis Lesage, marchand de vin et de Jeanine Emma Marie de Kerhor, Pierre-Alexis Lesage est né à Nantes le 20 août 1872 où il commence ses études avant de suivre sa famille à Pau en 1886.
Après avoir fait son service militaire à Perpignan en 1890, il s’inscrit à l’école des Beaux-arts de Paris en 1893. De 1893 à 1897, il est élève de Jean-Léon Gérôme, de Fernand Cormon et disciple de Gustave Moreau.
A la fin de ses études il revient s’installer à Nantes où il vivra jusqu’à son décès. Il effectue des voyages en France et dans les villes d’art en Allemagne, en Italie et en Hollande pour chercher l’inspiration.
Pierre-Alexis Lesage est un peintre de paysages, de natures mortes et de portraits. Il s’inspire de toiles de maîtres tels que Jean-Baptiste Camille Corot mais aussi d’autres artistes régionaux exposés au musée des Beaux-arts de Nantes.
Le 28 Juillet 1897, est créée la société des artistes nantais dont Pierre-Alexis Lesage, revenu dans sa ville natale, est l’un des 21 membres. Cette société est issue d’une scission de la société des amis des arts à la suite de la revendication de certains membres d’une identité locale et bretonne. L’objectif de ses membres est de mieux représenter les artistes régionaux : chaque année, l’association organise son propre salon. À partir de 1902, elle devient la société des artistes bretons. Le dernier salon a lieu en février 1914.
Parallèlement,Pierre-Alexis Lesage enseigne les cours moyens et élémentaires de dessin artistique à l’école des Beaux-arts pour les garçons. Il quitte l’école en 1928-1929.
Il expose à Paris en 1928 et 1930.

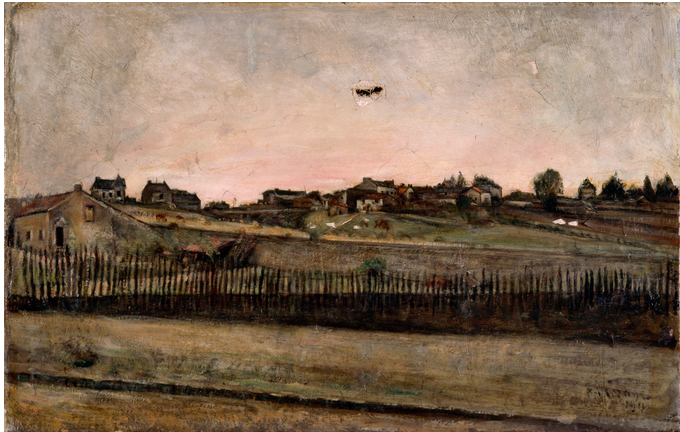
Pierre-Alexis Lesage, paysage, 1912

Il décède le 26 mars 1932 à Nantes. Une exposition rétrospective de son œuvre est organisée à Nantes du 22 décembre 1932 au 29 Janvier 1933 par le conservateur du musée des Beaux-arts Fernand Pineau-Chaillou.
Le Musée d’arts de Nantes possède une cinquantaine de ses toiles et une partie de sa bibliothèque.